# Major League Soccer 2002
La temporada 2002 de la Major League Soccer (MLS) fue la 7ª edición realizada de la primera división del fútbol en los Estados Unidos.  Los Angeles Galaxy obtuvieron su primera MLS Cup en su historia luego de ganar en la final por 1-0 al New England Revolution.

## Cambios
- Miami Fusion y Tampa Bay Mutiny cerraron sus operaciones y dejaron de pertenecer a la liga.[1]
- La División Central dejó de existir y volvió a jugarse en dos conferencias (Este y Oeste).

## Tabla de posiciones

### Conferencia Este
| Pos. | Equipos                | PJ | G  | E | P  | GF | GC | Dif. | Pts. |
| ---- | ---------------------- | -- | -- | - | -- | -- | -- | ---- | ---- |
| 1    | New England Revolution | 28 | 12 | 2 | 14 | 49 | 49 | 0    | 38   |
| 2    | Columbus Crew          | 28 | 11 | 5 | 12 | 44 | 43 | +1   | 38   |
| 3    | Chicago Fire           | 28 | 11 | 4 | 13 | 43 | 38 | +5   | 37   |
| 4    | MetroStars             | 28 | 11 | 2 | 15 | 41 | 47 | -6   | 35   |
| 5    | D.C. United            | 28 | 9  | 5 | 14 | 31 | 40 | -9   | 32   |

     Clasifica a los playoffs. 

### Conferencia Oeste
| Pos. | Equipos              | PJ | G  | E | P  | GF | GC | Dif. | Pts. |
| ---- | -------------------- | -- | -- | - | -- | -- | -- | ---- | ---- |
| 1    | Los Angeles Galaxy   | 28 | 16 | 3 | 9  | 44 | 33 | +11  | 51   |
| 2    | San Jose Earthquakes | 28 | 14 | 3 | 11 | 45 | 35 | +10  | 45   |
| 3    | Dallas Burn          | 28 | 12 | 7 | 9  | 44 | 43 | +1   | 43   |
| 4    | Colorado Rapids      | 28 | 13 | 4 | 11 | 43 | 48 | -5   | 43   |
| 5    | Kansas City Wizards  | 28 | 9  | 9 | 10 | 37 | 45 | -8   | 36   |

     Clasifica a los playoffs.

### Tabla General
| Pos. | Equipos                | PJ | G  | E | P  | GF | GC | Dif. | Pts. |
| ---- | ---------------------- | -- | -- | - | -- | -- | -- | ---- | ---- |
| 1    | Los Angeles Galaxy     | 28 | 16 | 3 | 9  | 44 | 33 | +11  | 51   |
| 2    | San Jose Earthquakes   | 28 | 14 | 3 | 11 | 45 | 35 | +10  | 45   |
| 3    | Dallas Burn            | 28 | 12 | 7 | 9  | 44 | 43 | +1   | 43   |
| 4    | Colorado Rapids        | 28 | 13 | 4 | 11 | 43 | 48 | -5   | 43   |
| 1    | New England Revolution | 28 | 12 | 2 | 14 | 49 | 49 | 0    | 38   |
| 2    | Columbus Crew          | 28 | 11 | 5 | 12 | 44 | 43 | +1   | 38   |
| 3    | Chicago Fire           | 28 | 11 | 4 | 13 | 43 | 38 | +5   | 37   |
| 5    | Kansas City Wizards    | 28 | 9  | 9 | 10 | 37 | 45 | -8   | 36   |
| 4    | MetroStars             | 28 | 11 | 2 | 15 | 41 | 47 | -6   | 35   |
| 5    | D.C. United            | 28 | 9  | 5 | 14 | 31 | 40 | -9   | 32   |

     MLS Supporters' Shield, Play-offs

     Play-offs

## Postemporada
|  | Semifinales de conferencia | Semifinales de conferencia | Semifinales de conferencia | Semifinales de conferencia | Semifinales de conferencia |   |                        | Finales de conferencia | Finales de conferencia | Finales de conferencia | Finales de conferencia | Finales de conferencia |  |                    | MLS Cup            | MLS Cup | MLS Cup | MLS Cup | MLS Cup |  |
|  |                            |                            |                            |                            |                            |   |                        |                        |                        |                        |                        |                        |  |                    |                    |         |         |         |         |  |
|  |                            |                            |                            |                            |                            |   |                        |                        |                        |                        |                        |                        |  |                    |                    |         |         |         |         |  |
|  | Los Angeles Galaxy         | Los Angeles Galaxy         | 3                          | 1                          | 5                          |   |                        |                        |                        |                        |                        |                        |  |                    |                    |         |         |         |         |  |
|  | Los Angeles Galaxy         | Los Angeles Galaxy         | 3                          | 1                          | 5                          |   |                        |                        |                        |                        |                        |                        |  |                    |                    |         |         |         |         |  |
|  | Kansas City Wizards        | Kansas City Wizards        | 2                          | 4                          | 2                          |   |                        |                        |                        |                        |                        |                        |  |                    |                    |         |         |         |         |  |
|  | Kansas City Wizards        | Kansas City Wizards        | 2                          | 4                          | 2                          |   | Los Angeles Galaxy     | Los Angeles Galaxy     | 4                      | 1                      | -                      |                        |  |                    |                    |         |         |         |         |  |
|  |                            |                            |                            |                            |                            |   | Los Angeles Galaxy     | Los Angeles Galaxy     | 4                      | 1                      | -                      |                        |  |                    |                    |         |         |         |         |  |
|  |                            |                            | Colorado Rapids            | Colorado Rapids            | 0                          | 0 | -                      |                        |                        |                        |                        |                        |  |                    |                    |         |         |         |         |  |
|  | Dallas Burn                | Dallas Burn                | Colorado Rapids            | Colorado Rapids            | 0                          | 0 | -                      | 4                      | 0                      | 1                      |                        |                        |  |                    |                    |         |         |         |         |  |
|  | Dallas Burn                | Dallas Burn                |                            |                            |                            |   |                        |                        |                        | 1                      |                        |                        |  |                    |                    |         |         |         |         |  |
|  | Colorado Rapids            | Colorado Rapids            | 2                          | 1                          | 1                          |   |                        |                        |                        |                        |                        |                        |  |                    |                    |         |         |         |         |  |
|  | Colorado Rapids            | Colorado Rapids            | 2                          | 1                          | 1                          |   |                        |                        |                        |                        |                        |                        |  | Los Angeles Galaxy | Los Angeles Galaxy | -       | -       | 1       |         |  |
|  |                            |                            |                            |                            |                            |   |                        |                        |                        |                        |                        |                        |  | Los Angeles Galaxy | Los Angeles Galaxy | -       | -       | 1       |         |  |
|  |                            |                            | New England Revolution     | New England Revolution     | -                          | - | 0                      |                        |                        |                        |                        |                        |  |                    |                    |         |         |         |         |  |
|  | New England Revolution     | New England Revolution     | New England Revolution     | New England Revolution     | -                          | - | 0                      | 2                      | 1                      | 2                      |                        |                        |  |                    |                    |         |         |         |         |  |
|  | New England Revolution     | New England Revolution     |                            |                            |                            |   |                        |                        |                        | 2                      |                        |                        |  |                    |                    |         |         |         |         |  |
|  | Chicago Fire               | Chicago Fire               | 0                          | 2                          | 0                          |   |                        |                        |                        |                        |                        |                        |  |                    |                    |         |         |         |         |  |
|  | Chicago Fire               | Chicago Fire               | 0                          | 2                          | 0                          |   | New England Revolution | New England Revolution | 0                      | 1                      | 2                      |                        |  |                    |                    |         |         |         |         |  |
|  |                            |                            |                            |                            |                            |   | New England Revolution | New England Revolution | 0                      | 1                      | 2                      |                        |  |                    |                    |         |         |         |         |  |
|  |                            |                            | Columbus Crew              | Columbus Crew              | 0                          | 0 | 2                      |                        |                        |                        |                        |                        |  |                    |                    |         |         |         |         |  |
|  | San Jose Earthquakes       | San Jose Earthquakes       | Columbus Crew              | Columbus Crew              | 0                          | 0 | 2                      | 1                      | 1                      | -                      |                        |                        |  |                    |                    |         |         |         |         |  |
|  | San Jose Earthquakes       | San Jose Earthquakes       |                            |                            |                            |   |                        |                        |                        | -                      |                        |                        |  |                    |                    |         |         |         |         |  |
|  | Columbus Crew              | Columbus Crew              | 2                          | 2                          | -                          |   |                        |                        |                        |                        |                        |                        |  |                    |                    |         |         |         |         |  |
|  | Columbus Crew              | Columbus Crew              | 2                          | 2                          | -                          |   |                        |                        |                        |                        |                        |                        |  |                    |                    |         |         |         |         |  |
|  |                            |                            |                            |                            |                            |   |                        |                        |                        |                        |                        |                        |  |                    |                    |         |         |         |         |  |

### MLS Cup 2002
| 20 de octubre de 2002 | Los Angeles Galaxy | 1:0 (0:0) (0:0) | New England Revolution | Gillette Stadium, Foxborough, Massachusetts             |                                                         |
|                       | Ruiz 113'          |                 |                        | Asistencia: 61.316 espectadores Árbitro(s): Kevin Terry | Asistencia: 61.316 espectadores Árbitro(s): Kevin Terry |

|                                       |
|                                       |
| Campeón Los Angeles Galaxy 1.° título |

## Goleadores
| Jugador         | Equipo                 | Goles |
| --------------- | ---------------------- | ----- |
| Carlos Ruiz     | Los Angeles Galaxy     | 24    |
| Taylor Twellman | New England Revolution | 23    |
| Jeff Cunningham | Columbus Crew          | 16    |
| Ante Razov      | Chicago Fire           | 14    |
| Ariel Graziani  | San Jose Earthquakes   | 14    |
| Jason Kreis     | Dallas Burn            | 13    |
| Mamadou Diallo  | MetroStars             | 12    |
| Rodrigo Faria   | MetroStars             | 12    |
| Chris Carrieri  | Colorado Rapids        | 11    |
| Mark Chung      | Colorado Rapids        | 11    |
| Chris Henderson | Colorado Rapids        | 11    |

## Premios y reconocimientos

### Jugador del mes
| Mes    | Futbolista      | Equipo                 |
| ------ | --------------- | ---------------------- |
| Abril  | Carlos Ruiz     | Los Angeles Galaxy     |
| Mayo   | Taylor Twellman | New England Revolution |
| Junio  | Ariel Graziani  | San Jose Earthquakes   |
| Julio  | Carlos Ruiz     | Los Angeles Galaxy     |
| Agosto | Edson Buddle    | Columbus Crew          |

### Equipo ideal de la temporada
| Pos. | Futbolista       | Equipo                 |
| ---- | ---------------- | ---------------------- |
| POR  | Tim Howard       | MetroStars             |
| DEF  | Wade Barrett     | San Jose Earthquakes   |
| DEF  | Carlos Bocanegra | Chicago Fire           |
| DEF  | Alexi Lalas      | Los Angeles Galaxy     |
| MED  | Mark Chung       | Colorado Rapids        |
| MED  | Ronnie Ekelund   | San Jose Earthquakes   |
| MED  | Óscar Pareja     | Dallas Burn            |
| MED  | Steve Ralston    | New England Revolution |
| DEL  | Jeff Cunningham  | Columbus Crew          |
| DEL  | Carlos Ruiz      | Los Angeles Galaxy     |
| DEL  | Taylor Twellman  | New England Revolution |

### Reconocimientos individuales
| Premio                  | Ganador                     | Equipo                 |
| ----------------------- | --------------------------- | ---------------------- |
| Jugador Más Valioso     | Carlos Ruiz                 | Los Angeles Galaxy     |
| Bota de Oro             | Taylor Twellman (52 puntos) | New England Revolution |
| Entrenador del año      | Steve Nicol                 | New England Revolution |
| Portero del año         | Joe Cannon                  | San Jose Earthquakes   |
| Defensa del año         | Carlos Bocanegra            | Chicago Fire           |
| Novato del año          | Kyle Martino                | Columbus Crew          |
| Gol del año             | Carlos Ruiz                 | Los Angeles Galaxy     |
| Espírirtu de superación | Chris Klein                 | Kansas City Wizards    |
| Fair Play               | Mark Chung                  | Colorado Rapids        |
| Humanitario del año     | Steve Jolley                | MetroStars             |
| Árbitro del año         | Kevin Terry                 | Kevin Terry            |